# Afrana dracomontana
Afrana dracomontana é uma espécie de anfíbio da família Ranidae.
Pode ser encontrada nos seguintes países: Lesoto e possivelmente em África do Sul.
Os seus habitats naturais são: campos de gramíneas de clima temperado, rios e pastagens.
Está ameaçada por perda de habitat.